# 라아미스타드 국제공원

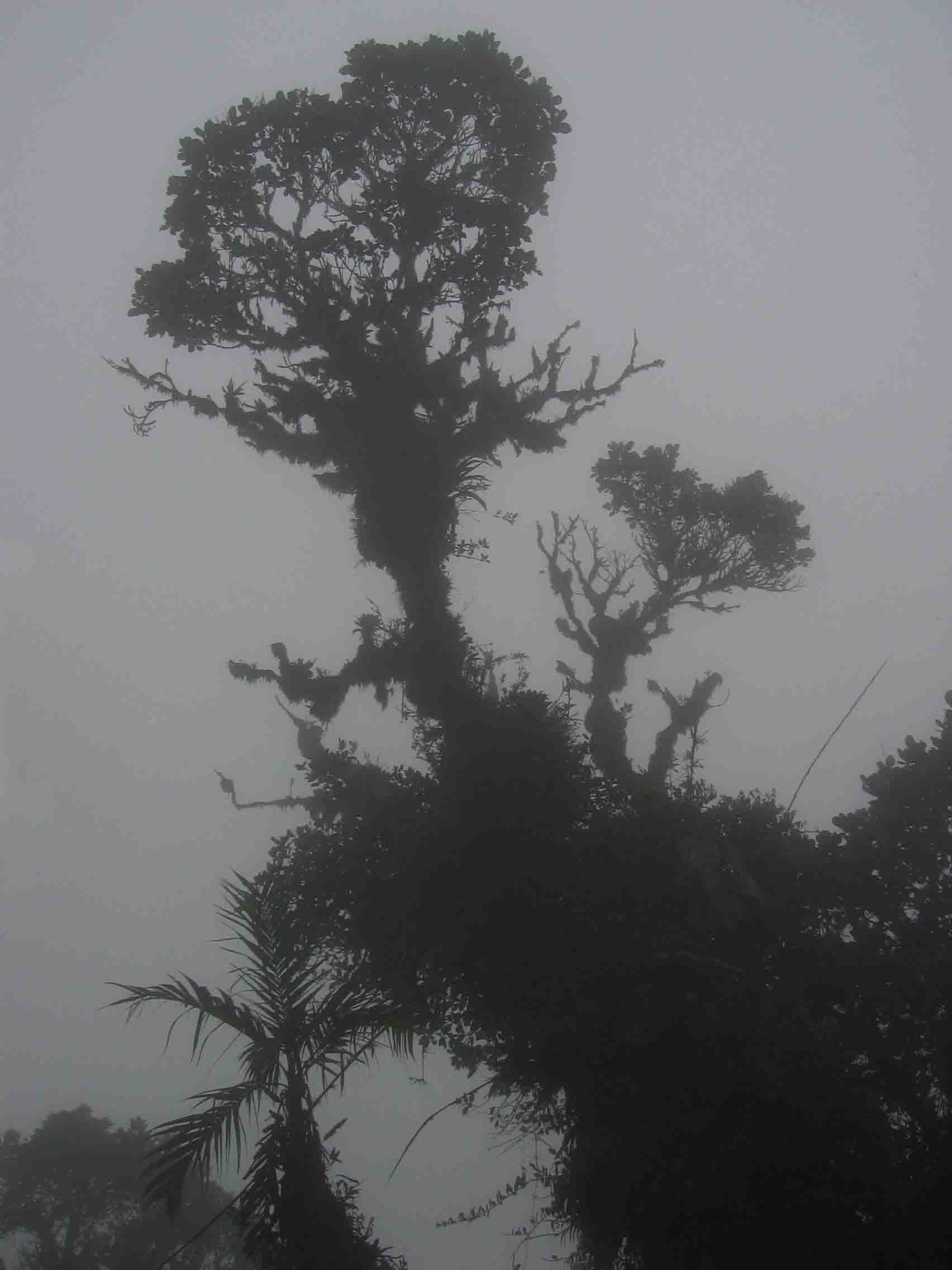

라아미스타드 국제공원(La Amistad International Park)은 코스타리카와 파나마간에 관리되는 라틴아메리카의 보호구역이다. 이 관리는 유네스코의 권고에 따른 것으로, 이 공원은 1983년 세계유산에 등재되었다. 이 공원과 주변 생물보호구는 중앙아메리카의 가장 특별한 보호구역의 하나로, 열대숲 야생의 주요 지대를 보존하고 있다. 세계적으로 기이한 생물다양성과 고유성으로 알려져 있다.